# Iepure ryukyu
Iepurele ryukyu (Pentalagus furnessi; [amami: [ʔosaɡi]]) sau Amami no-kuro-usagi (アマミノクロウサギ 奄美野黒兔, lit. „iepure negru sălbatic de Amami”) este o specie de iepure cu blana de culoare închisă, endemică în Amami Ōshima și Toku-no-Shima⁠(en)[traduceți], două insule mici din Japonia. Numită des fosilă vie, această specie este o rămășiță vie a unei specii de iepuri antici care au trăit cândva în Asia continentală, de unde au murit cu toții, rămânând doar pe cele două insule japoneze unde trăiesc și astăzi. Iepurele ryukyu este afectat de degradarea habitatului și de vânarea sa de către prădători invazivi, și este dependent atât de păduri tinere, cât și de păduri mature. Uniunea Internațională pentru Conservarea Naturii îl clasifică ca specie pe cale de dispariție.

## Taxonomie și evoluție
Se presupune că Pentalagus este un descendent al Pliopentalagus, cunoscut ca aflându-se în timpul Pliocenului în China și Europa de Est spre Centrală. Specia Pentalagus furnessi a fost descrisă în anul 1900 de către Witmer Stone⁠(en)[traduceți], ca Caprolagus furnessi, locația tipului fiind insulele Amami Ōshima și Toku-no-Shima⁠(en)[traduceți]. Genul Pentalagus a fost descris de către Marcus Ward Lyon Jr.⁠(en)[traduceți] și Pentalagus furnessi este singura specie extantă din acest gen.

## Morfologie
Iepurele ryukyu are tălpile și picioarele din spate scurte, un trunchi oarecum voluminos și gheare oarecum curbate, folosite pentru săpat și uneori pentru cățărat. Urechile sale sunt mici comparativ cu cele ale altor iepuri, lungimea uneia fiind de circa 4,5 cm. Blana este deasă, lânoasă și închisă la culoare și sus de culoare brună, devenind mai brună-roșcată pe laterale. Are gheare mari, lungi și foarte puternice, de 1–2 cm, și sunt aproape drepte la labele din față și curbate la labele din spate. Ochii sunt mici în comparație cu cei ai altor iepuri mai comuni. Greutatea medie este de 2,5–2,8 kg. Are o lungime a capului plus cea a trunchiului de circa 42–47 cm. Măsurătorile efectuate pe două specimene de la Muzeul Național de Istorie Naturală din Washington, D.C., SUA, raportează o lungime a capului plus cea a trunchiului de 43–51 cm, iar a cozii de vreo 1,5 cm. La cel de-al treilea premolar inferior sunt prezente șanțuri simetrice, la fel ca la iepurii roșii și Bunolagus⁠(en)[traduceți]. Palatul dur⁠(en)[traduceți] este lung, foramenul incisiv⁠(en)[traduceți] îngust, iar bulele timpanice și orbitele sunt mici. Trăsăturile sale fizice se aseamănă cu cele găsite la fosilele unei specii vechi de acum cel mult 26 de milioane de ani, adică din Miocen, din acest motiv fiind considerată fosilă vie de către oamenii de știință.

## Răspândire și habitat
Habitatul ideal pentru iepurii ryukyu este o zonă situată între păduri tinere și mature. Folosesc pădurile mature dense drept protecție, cât și pentru prezența gramineelor din specia Miscanthus sinensis⁠(en)[traduceți] în vară și a fructelor cu coajă lignificată în iarnă, aceste două lucruri fiind cuprinse în alimentația lor. Se folosesc și de densitatea crescută de graminee perene și de vegetația de plante erbacee din covorul vegetal al pădurilor tinere pentru alimentația lor în diferite perioade ale anului. De astfel, cel mai bun habitat în care să trăiască este cel în care au acces ușor la păduri tinere și mature fără să existe niciun obstacol între cele două tipuri de păduri.
Specia este endemică în Amami Ōshima și Toku-no-Shima, două insule mici din Japonia. Pe baza unor sondaje locale și a numărului de materii fecale înregistrate, numărul de iepuri ryukyu este estimat la 2000–4800 de indivizi rămași pe Insula Amami Ōshima și 120–300 de indivizi rămași pe Insula Toku-no-Shima.

## Comportament și ecologie
Iepurii ryukyu se hrănesc cu peste 29 de specii de plante, incluzând 17 specii de arbuști și 12 specii de plante erbacee, hrănindu-se în principal cu germeni⁠(en)[traduceți] de plante, lăstari⁠(en)[traduceți] tineri și fructe cu coajă lignificată. De asemenea, mănâncă și fructele cu coajă lignificată și cambiul⁠(en)[traduceți] unei mari varietăți de specii de plante. S-a observat că această specie consumă și scoarța tulpinilor și crenguțele unor plante arbustive. În timpul verii, iepurele ryukyu se hrănește în principal cu graminee din specia Miscanthus sinensis, iar în timpul iernii cu fructe cu coajă lignificată de la copaci din genul Lithocarpus⁠(en)[traduceți]. Conform afirmațiilor lui Bernhard Grzimek⁠(en)[traduceți] din 1975, iepurii ryukyu s-ar hrăni cu tulpini și frunze de cartofi dulci japonezi, lăstari de bambus și fructe de pădure. Iepurele ryukyu mănâncă și fructe de Balanophora yuwanensis, o plantă parazită cu flori pentru care acești iepuri sunt cei mai mari răspânditori de semințe.
Iepurele ryukyu este un animal nocturn ce se reproduce o singură dată în perioada lunilor martie-mai și încă o dată în perioada lunilor septembrie-decembrie, de fiecare dată fiind născut unul sau doi pui, sau chiar trei sau mai mulți. Perioada de gestație este de vreo 30 de zile. În timpul zilei, mama sapă o gaură în sol în care să se ascundă puii ei. La noapte deschide intrarea găurii în timp ce se uită după predători (precum șerpi veninoși), iar apoi își alăptează puii, după care închide intrarea cu sol și materie vegetală lovind cu labele din față. Puii se nasc orbi și golași și ies la suprafață pentru prima oară la vârsta de 6–7 luni. Acești iepuri dorm în timpul zilei în locuri ascunse, precum peșteri. Au fost remarcați și pentru faptul că emit cu vocea un sunet similar cu cel al unui iepure fluierător. Speranța de viață a iepurelui ryukyu este de 6 ani.

## Statutul de specie pe cale de dispariție

### Amenințări
Înainte de 1921, vânarea și prinderea în capcană ale iepurelui ryukyu erau alte cauze ale scăderi numărului de indivizi al populației. În 1921, Japonia a declarat că această specie de iepuri este un „monument natural”, ceea ce a prevenit-o de la a fi vânată. Mai târziu, în 1963, statutul i-a fost schimbat în „monument natural special”, ceea ce prevenit-o și de la a fi prinsă în capcană.
Distrugerea habitatului, precum defrișarea pădurilor în favoarea tăierii comerciale de lemne, spațiilor agricole și zonelor rezidențiale, este cea mai dăunătoare activitate asupra răspândirii iepurii ryukyu. Din moment ce preferă un habitat format atât din păduri tinere, cât și mature, nu prosperă numai în păduri mature neafectate de distrugere, la fel cum nu prosperă nici numai în păduri noi în creștere. Există planuri de elimina habitatul actual al acestor iepuri pentru a construi terenuri de golf și stațiuni, ceea ce este permis pentru că nu ar ucide în mod direct iepurii, ci doar ar schimba mediul în care trăiesc, lucru legal chiar și sub protecția statutului de monument natural special.
Iepurii ryukyu fac de asemenea față unor amenințări imense din partea prădătorilor invazivi, care reprezintă o cauză majoră pentru scăderea numărului de indivizi al populației. Pe Insula Amami Ōshima, au fost eliberate manguste javaneze⁠(en)[traduceți] pentru a controla populația unor șerpi veninoși locali, iar numărul lor a crescut foarte mult. Mangustele, alături de pisici și câini sălbăticiți, vânează excesiv acești iepuri. Pisicile sălbăticite și mangustele s-au dovedit a fi o amenințare nu numai pentru acești iepuri, dar și pentru alte câteva specii endemice pe cale de dispariție în zonă, precum pentru corvidele din specia Garrulus lidthi⁠(en)[traduceți].

### Conservare
În iulie 2008, rangeri pentru conservarea naturii⁠(en)[traduceți] de la Insula Amami Ōshima au obținut o fotografie a unei pisici sălbăticite ce cară cadavrul unui iepure (oase și blană de iepure în fecale de pisică sau câine fuseseră deja găsite), ceea ce i-a determinat să înceapă discuții despre căi mai bune de a controla animalele de companie. O zonă mică a Insulei Amami Ōshima cuprinde Parcul Național Amami Guntō⁠(en)[traduceți], care prin urmare protejează populația. Au avut loc câteva încercări de restabilire a habitatului⁠(en)[traduceți], dar iepurii ryukyu necesită un amestec de păduri tinere și mature în imediata lor apropiere, iar atunci când o pădure tânără este recrescută altundeva decât lângă o pădure matură, iepurii probabil nu ar popula-o. Cercetarea și monitorizarea populației sunt de asemenea în curs de a încerca să evite scăderea numărului de indivizi, chiar dacă nu ar putea fi crescut.
Munca viitoare sugerată pentru conservare include restabilirea habitatului și controlarea populației de prădători, căci o balanță sănătoasă de păduri tinere și mature încă există la capătul sudic al Insulei Amami Ōshima. Restricționarea tăierii copacilor ar ajuta de asemenea la păstrarea unui număr mai mare de păduri disponibile în care să trăiască iepurii prin lăsarea unei suprafețe împădurite mai mari, precum și prin evitarea perturbării și mai mari a mediului înconjurător. Sfârșirea construirii de șosele forestiere utilizate pentru tăiatul copacilor și călătorit ar proteja și mai mult iepurii ryukyu, căci cauzează fragmentarea habitatului⁠(en)[traduceți] și a populației, le distruge habitatului prim și le oferă prădătorilor acces mai rapid către mijlocul pădurilor unde există o majoritate a populației iepurilor. Controlarea populației de manguste, pisici sălbăticite și câini sălbăticiți este alt mod care ar putea ajuta la susținerea populației de iepuri. Stârpirea locală a acestor manguste, câini și pisici a fost menționată ca necesară, precum și controlarea mai bună a animalelor de companie de către locuitorii locali ai insulei.
Lagomorph Specialist Group („Grupul Specialist în Lagomorfe”) de la Uniunea Internațională pentru Conservarea Naturii a propus un plan de conservare în 1990. Pe Insula Amami Ōshimathe, Amami Wildlife Conservation Center („Centrul de Conservare a Sălbăticiei din Amami”) al Ministerului Mediului din Japonia⁠(en)[traduceți] s-a înființat în 1999. A reînceput un program de stârpire locală a mangustelor în 2005 și a desemnat în 2004 specia Pentalagus furnessi ca fiind pe cale de dispariție din Japonia. În prezent, Pentalagus furnessi este clasificată ca specie pe cale de dispariție pe Lista roșie a IUCN.